# Labradorocoleus carpenteri
Labradorocoleus carpenteri is een keversoort uit de familie Labradorocoleidae. De wetenschappelijke naam van de soort is voor het eerst geldig gepubliceerd in 1969 door Ponomarenko.